# Arbacia punctulata
Arbacia punctulata (лат.) — вид морских ежей семейства Arbaciidae. Обитает в западной части Атлантического океана.

## Внешний вид
Arbacia punctulata — шаровидный морской ёж с тёмно-фиолетовыми иглами, но варьирующих от коричневого до чёрного, с различными оттенками фиолетового, зелёного и тёмно-серого. Оральная сторона почти плоская. Он может достигать 8 см в диаметре. Шипы («радиолы») гладкие, слегка заострённые, толстые и конические; они густо расположены и, как правило, светлее остального тела. Округлая раковина («панцирь») уплощённая с дорсальной стороны, иногда почти полусферическая, с заметно почти идеально плоской оральной поверхностью у взрослых особей, в то время как у молодых особей она шаровидная. Диаметр панциря взрослого ежа редко превышает 5 см. Анус окружён четырьмя мадрепоровыми пластинками, характерными для этого рода.

Arbacia punctulata
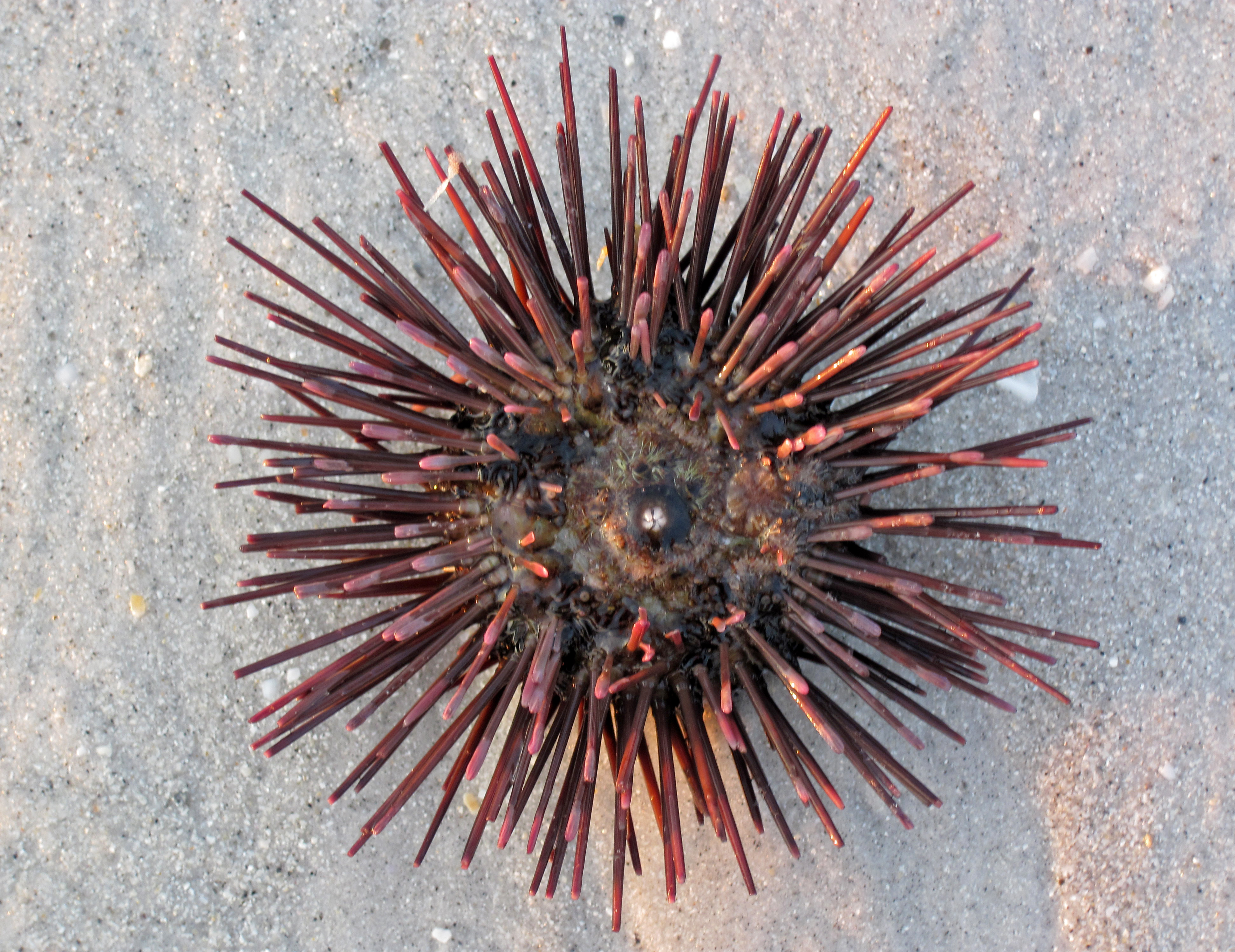
Общий вид
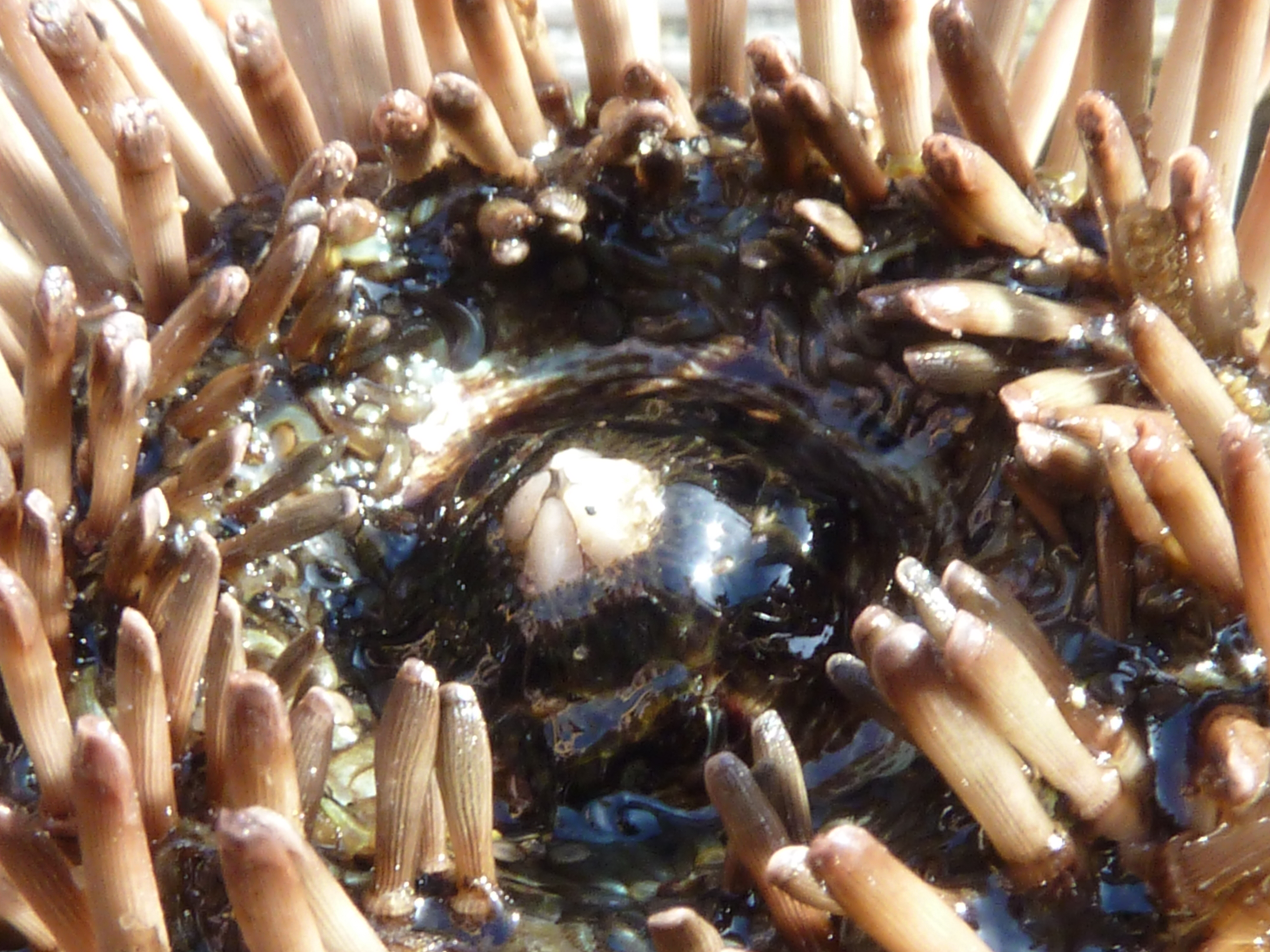
Роовой аппарат
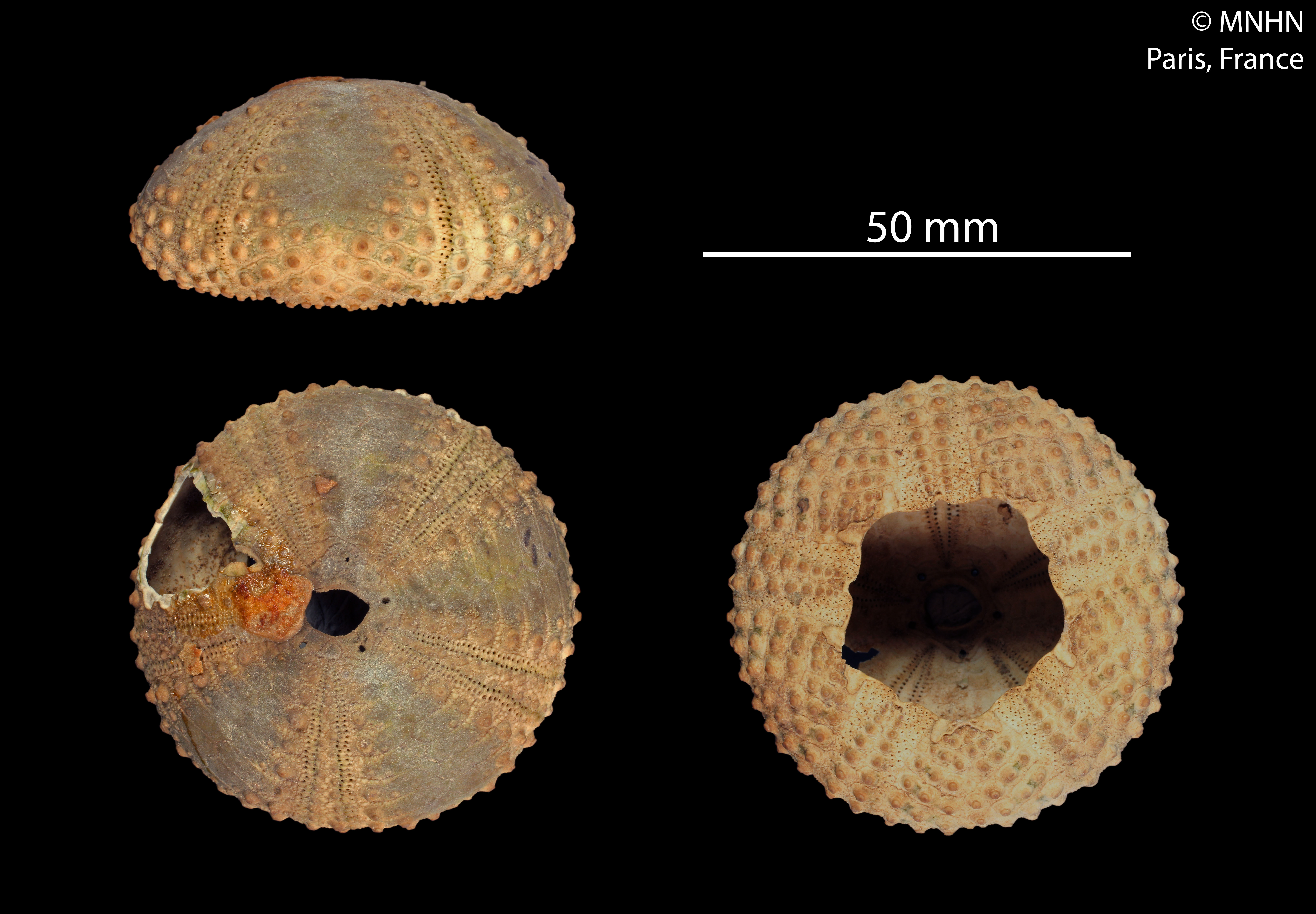
Раковина
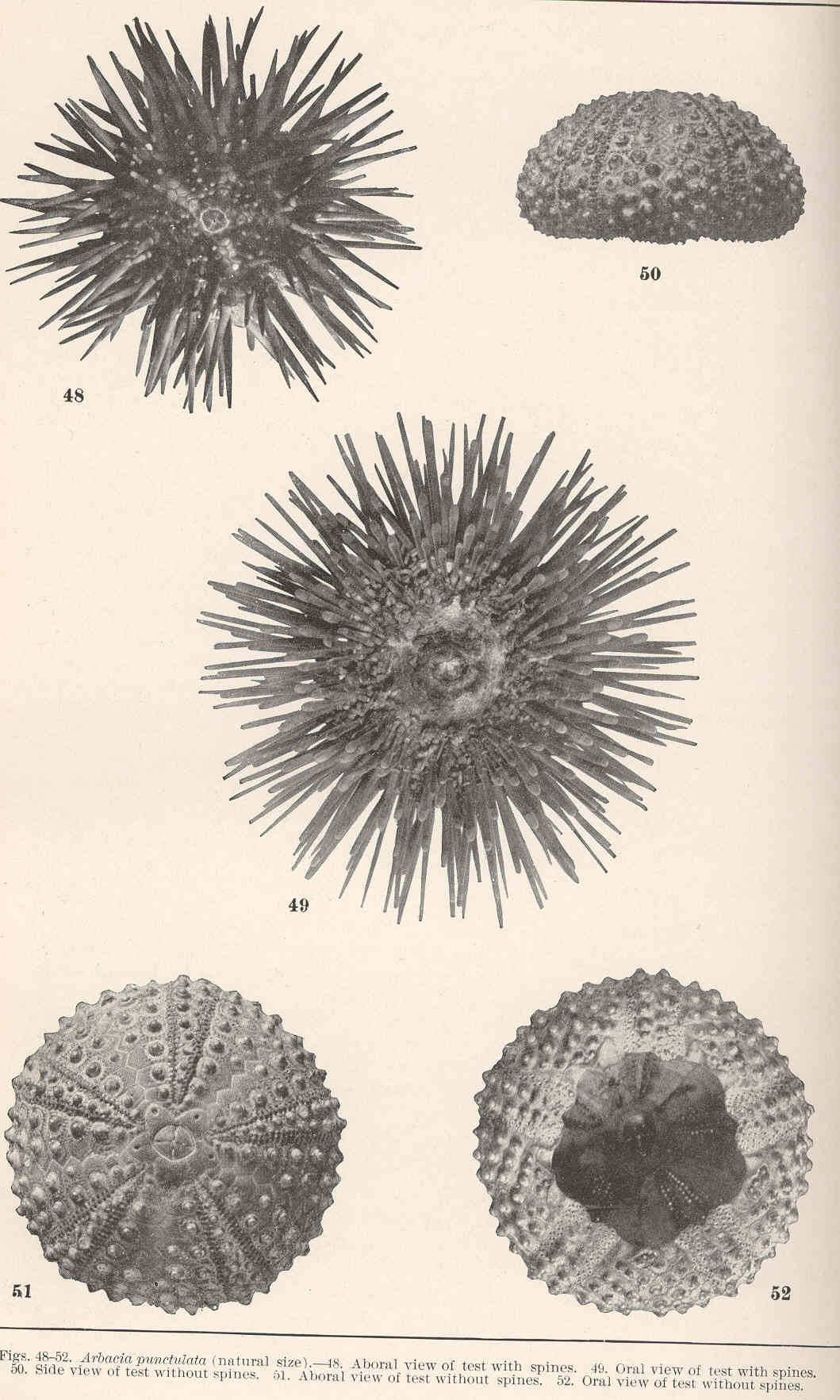

## Распространение и местообитание
Arbacia punctulata встречается в западной части Атлантического океана. Обитает на мелководье от Массачусетса до Кубы и полуострова Юкатан, от Техаса до Флориды в Мексиканском заливе, на побережье от Панамы до Французской Гвианы и на Малых Антильских островах, обычно на каменистом, песчаном или ракушечном дне.

## Биология
A. punctulata — всеядное животное, поедает разнообразную добычу, хотя Карлсон отнёс его к универсальным плотоядным. Бурая водоросль Фукус пузырчатый (Fucus vesiculosus) вырабатывает галактолипиды как отпугивающее средство против A. punctulata
.

## Модельный организм
Более века специалисты по биологии развития рассматривают морского ежа как модельный организм для экспериментов. Яйца морского ежа прозрачны и легко поддаются манипуляциям в лабораторных условиях. Яйца легко оплодотворяются, после чего развиваются быстро и синхронно.
Десятилетиями эмбрион морского ежа использовался для обоснования хромосомной теории наследственности, описания центросом, партеногенеза и оплодотворения. Исследования последних 30 лет выявили такие важные явления, как стабильная мРНК и трансляционный контроль, выделение и характеристика митотического аппарата, а также понимание того, что основными структурными белками митотического аппарата являются микротрубочки. Исследования морских ежей предоставили первые доказательства наличия актина в немышечных клетках.
Arbacia punctulata также является модельным организмом для изучения токсичности морских осадков и для изучения сперматозоидов.